# Nahia (nombre)
Nahia es un nombre de pila originario del País Vasco.

## Etimología
Se trata de una un nombre de origen vasco que significa deseo/aspiración. En algunos casos también se puede traducir como "voluntad" como por ejemplo en "Egin bedi zure nahia" (Hágase tu voluntad).

## Utilización
El Instituto Vasco de Estadística (Eustat) cita Nahia como el quinto nombre femenino más popular en el País Vasco entre los años 2010 y 2012.
Fuera del País Vasco, Nahia se puede confundir fácilmente con el más frecuente nombre propio de Naia. Sin embargo, aunque ambos se pronuncian igual, sus etimologías son diferentes. Naia es más frecuentemente atribuido a origen de la mitología griega.

## Variaciones
Variantes de Nahia en el País Vasco son Nahikari y Gure. En algunos casos, Naia podría considerarse como una variación de Nahia (por la "h" muda de ésta), si se prefiere considerar su origen como vasco en vez de griego.